# بافلو تيشينا
بافلو هريهوروفيتش تيشينا (بالأوكرانية: Павло Григорович Тичина)‏ (وُلِد في 23 يناير 1891 – تُوفي في 16 سبتمبر 1967) كان شاعراً ومترجماً وناشطاً عاماً وأكاديمياً ورجل دولة في أوكرانيا. ألّف كلمات نشيد جمهورية أوكرانيا الاشتراكية السوفيتية.

## الحياة الشخصية

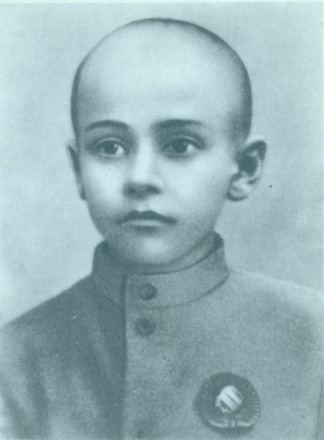
تيشينا في عام 1901.

وُلِد تيشينا في بيسكي في عام 1891، وسُجِّل تاريخ ميلاده في 27 يناير، والذي اعتبر كتاريخ ميلاده الرسمي حتى وقت متأخر. والده هو جريجوري تيموفييف تيشينين، شماس قرية ومعلماً في المدرسة اللغوية، كانت والدته ماريا فاسيليفنا تيتشينينا (سافيتسكا)، كانت أصغر من والد بافلو بأحد عشر عاماً. لدى بافلو تسعة أشقاء؛ خمس أخوات وأربعة أشقاء. في البداية درس تيشينا في مدرسة المقاطعة الابتدائية التي اُفتُتِحَت في بيسكي في عام 1897. معلمه الأول كان سيرافيما موراشيفسكا الذي الذي أوصاه لاحقاً بتجربة موهبته في الجوقة. في عام 1900، أصبح عضواً في جوقة أرشيدوق في دير ترينيتي (ترويتسكي) بالقرب من تشرنيغوف، وفي نفس الوقت، درس تيشينا الشاب في مدرسة تشيرنييف اللاهوتية. في سنة 1906 توفي والد بافلو، وفي عام 1907 أنهى بافلو دراسته.
بين عامي 1907–1913، واصل تيشينا تعليمه في مدرسة تشيرنيهيف اللاهوتية، وهناك أصبح صديقاً للشاعر فاسيل إيلان بلاكيتني، كما قابل ميخايلو كوتسيوبينسكي الذي أثر بشكل كبير على أعماله المبكرة. بين 1912–1913، نُشِرت أعمال تيشينا في مختلف المنشورات المحلية، وبين 1913–1917، كان تيشينا يدرس في قسم الاقتصاد في جامعة كييف الوطنية للاقتصاد، والتي لم يكمل بها، وفي الوقت نفسه، عمل في مجالس تحرير صحيفة رادا في كييف ومجلة سفيتلو (1913-14). عمل تيشينا أيضاً في المكتب الإحصائي في تشرنيغوف في الصيف. عمل في وقت لاحق كمساعد للجوقة في مسرح ميكولا سادوفسكي.
انتقل المعهد إلى ساراتوف عندما اندلعت الحرب العالمية الأولى، وبينما كان تيشينا على الطريق إلى الموقع الجديد للمعهد، أصيب بالمرض وأجبر على التوقف للتعافي من مرضه. وجد ملاذاً في منزل شاعر آخر، فولوديمير ساميلينكو، يقع منزله في دوبريانكا. خلال الحرب، عمل تيشينا مع العديد من المنشورات الأوكرانية. أصبح بافلو عضواً في بلوه في عام 1920، وبعد النجاح الفوري الذي حققه في الشعر، انتقل في عام 1923 إلى خاركيف (خاركوف)، حيث دخل العالم النابض بالحياة في أوائل المنظمات الأدبية الأوكرانية بعد الثورة، كما انضم إلى منظمة هارت، وفي عام 1927، انضم إلى منظمة فابلايت الشهيرة. في عشرينيات القرن العشرين كانت تيشينا عضواً في مجلس مدينة خاركيف كمستقلة. أدى الجدل حول الاتجاهات الأيديولوجية لفابلايت ومضمون العديد من قصائد تيشنيا إلى انتقاده لأسباب أيديولوجية. توقف تيشينا عن الكتابة كرد فعل، وافترض الجميع أنها كانت نهاية كتاباته. أصبح في وقت لاحق عضواً في شيرفوني شلاخ، وبدأ في دراسة اللغة الأرمنية والجورجية والتركية، كما أصبح ناشطاً في جمعية الدراسات الشرقية في كييف.

## عمله الأدبي
كانت لأعماله الأدبية الأولى ربط قوي بالحركة الأدبية الرمزية، ولكن تحول أسلوب تيشينا عدة مرات خلال حياته المهنية الطويلة، وكثيراً ما كان يقر بالواقعية الاشتراكية. صدرت أعماله الأولى بشكل قوي في الحركة الطليعية الأوكرانية، كان قد، كتب بصورها الملونة وإيقاعاتها الدينامية. مع تشديد النهج الشيوعي للتعبير الفني، أصبح دور الفنان المدعوم من الدولة أكثر تقييداً؛ لذلك تحول شعر تيشينا بشكل كبير إلى حد ما، حيث استخدام لغة سياسية واضحة مؤيدة للشيوعية، بما في ذلك قصيدة «أودي» الشهيرة التي كتبها لجوزيف ستالين، وكلمات النشيد الحكومي لجمهورية أوكرانيا الاشتراكية السوفيتية. في عام 1933، نشرت صحيفة برافدا قصيدته «الحزب يقود» باللغة الأوكرانية. كثيراً ما تعرض تيشينا للانتقاد من جانب المنفيين الأوكرانيين بسبب امتدحه للشيوعية في عمله، لكن الدراسات الأخيرة أكدت على ابتعاده السخيف عن التجاوزات والوحشية الشيوعية والسخرية منها من خلال الثناء المفرط.

## خلافات
يُعد تيشينا شخصية معقدة من الجانبين السياسي والأكاديمي. لم يستطع العديد من المشاركين في تحليل التاريخ الأدبي الأوكراني من المفكرين والعلماء في المنفى الأوكراني قبول خضوع تيشنيا للسلطة السياسية والتخلي عن العديد من رفاقه الأدبيين إلى أهوال الستالينية، وقد كان من الصعب في وقت لاحق الحكم على الميزة الحقيقية لشعره في مثل هذه البيئة المريرة، كما من الصعب تحديد نية تيشينا الحقيقية ومشاعرها في بيئة قمعية.
غير أن استعداد تيشنيا للعمل مع السلطات لم يمنع السلطات السوفيتية من إجباره على كتابة رسالة ترفض ترشيحه لجائزة نوبل، على الأرجح بسبب تراثه الأوكراني.

## أعماله الرئيسية
- كلارينيت الشمس (1918).
- المحراث (1919).
- بدلاً من السوناتات أو الأوكتاف (1920).
- الريح من أوكرانيا (1924).
- تشيرنيهيف (1931).
- الحزب مرشدنا (1934).
- مشاعر الأسرة الواحدة (1938).
- نشيد الشباب (1938).
- الصلب والحنان (1941).
- نحن ذاهبون إلى المعركة (1941).
- حب الوطن في أعمال ماجيت جفوري (1942).
- جنازة صديق (1942).
- سيأتي اليوم (1943).
- النمو والعمل (1949).

## الجوائز
- جائزة ستالين عام 1941 عن مجموعة شعرية بعنوان «شعور بالعائلة متحدة» (Чуття єдиної родини).
- جائزة شيفتشينكو الوطنية عام 1962 (مع أوليس هونتشار وبلاتون مايبورودا) لأعمالٍ مختارة له في ثلاثة مجلدات (1957).
- بطل العمل الاشتراكي (23 فبراير 1967) للنشاط الأدبي والمدني.
- وسام الراية الحمراء من حزب العمال (مرتين).
- وسام لينين (خمس مرات).
- ميدالية ذهبية «المطرقة والمنجل».

## الإرث
أسماء الشوارع
- كييف.
- تشيرنيهيف.
- ايفانو فرانكيفسك.
- وانادزور، أرمينيا.

اللوحات التذكارية

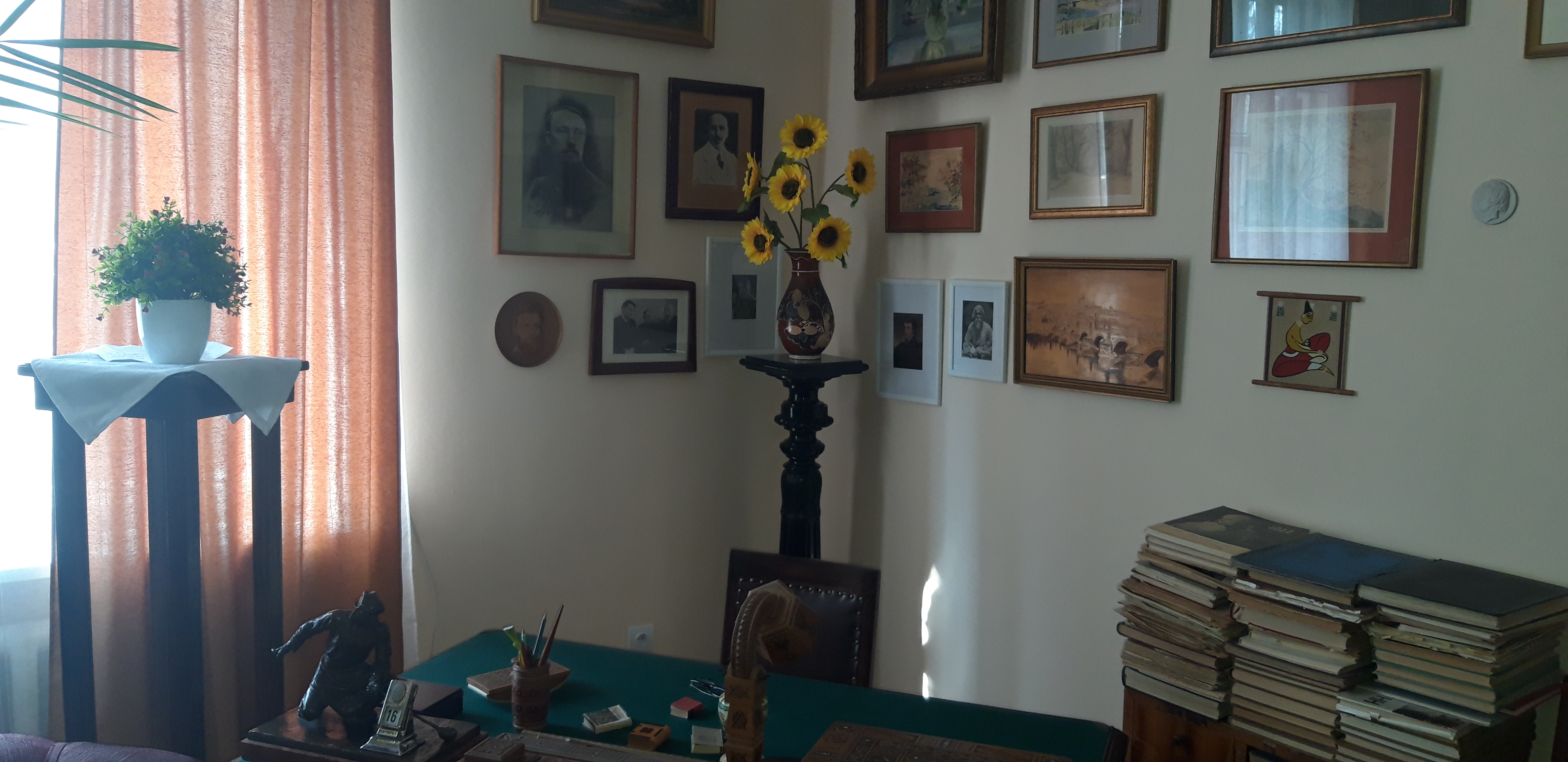
متحف بافلو تيشينا في كييف.

- كييف (في 5 شارع تيريشينكو، وُضع أيضاً في شقة متحف تيشينا).
- خاركيف.
- أوفا (في 79 شارع بوشكين).
- تشيرنيهيف (على بناء المدرسة اللاهوتية السابقة).

آثار
- قرية بيسكي (باست).

المتاحف
- متحف بافلو تيتشينا في كييف.

## وصلات خارجية
- أعمال أو نبذة عن بافلو تيشينا على أرشيف الإنترنت
- السيرة الذاتية على موقع الحزب الشيوعي الأوكراني.
- تيشينا، بافلو في موسوعة أوكرانيا.